# Funtana

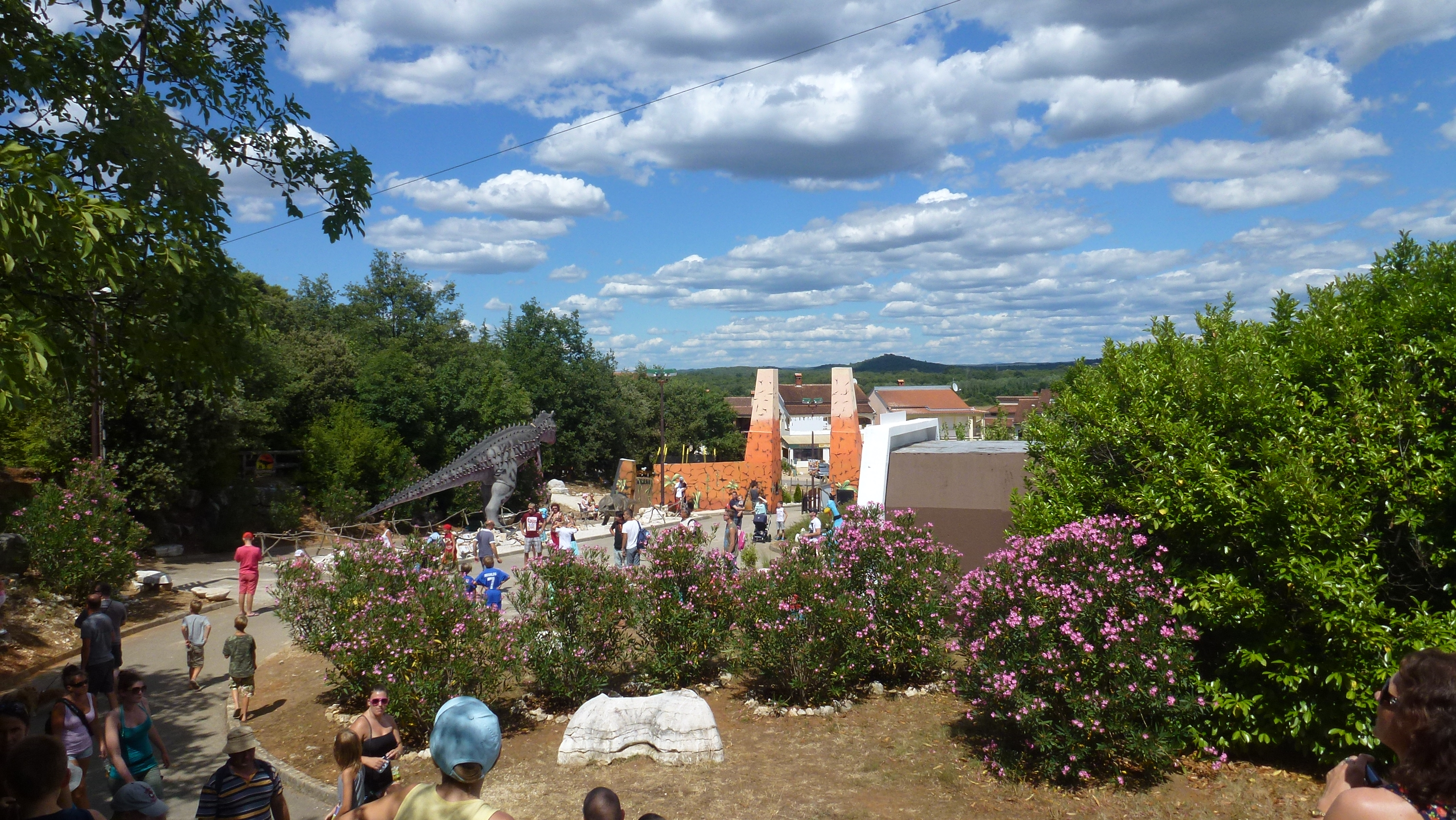
DinoPark ve Funtaně

Funtana (italsky Fontane) je vesnice, opčina a přímořské letovisko v Chorvatsku v Istrijské župě. Nachází se asi 5 km jižně od Poreče a asi 28 km od Rovinje. Jižně od Funtany leží letovisko Vrsar.
V roce 2011 žilo v opčině 907 obyvatel. Celá opčina se skládá z jediné vesnice; Funtany. Samotná Funtana se skládá ze šesti čtvrtí; Coki, Grgeti, Kaštel, Lahi, Kamenarija a Ograde. Severně od Funtany se též nachází část Bijela Uvala s kempem. V okolí Funtany se taktéž nachází několik neobydlených ostrůvků, patřících do Vrsarského souostroví, z nichž největší je Veli Školj.
Opčina Funtana vznikla v roce 2006, když se odtrhla od opčiny Vrsar. Název "Funtana" je odvozen z italštiny a doslovně znamená "fontána". Fontána je také vyobrazena ve znaku a vlajce opčiny.
V minulosti byla Funtana známá pro své sladkovodní prameny, nyní je jedním z turisty často vyhledávaných chorvatských letovisek. Funtana je známá především díky tomu, že zde sídlí jediný DinoPark v Chorvatsku.